# Лашнюков, Иван Васильевич
Иван Васильевич Лашнюков (1823—1869) — российский историк и педагог; профессор в лицее князя Безбородко, доцент истории Киевского университета.

## Биография
Родился 20 марта (1 апреля) 1823 года в Конотопе, в семье священника. Прижизненный источник указывает другую дату: 30 марта (11 апреля) 1823 года.
Первоначальное образование получил в Черниговской духовной семинарии и, в качестве отличного ученика, был назначен в Киевскую духовную академию, но пожелал заняться медициной; однако поступить в медико-хирургическую академию ему не удалось — он не был принят вследствие слабости здоровья. Тогда, поздней осенью 1844 года, Лашнюков больной, пешком, по неимению средств, отправился в Нежин, чтобы поступить в лицей князя А. А. Безбородко. Он был принят в него 18 ноября и очень скоро обратил на себя внимание своим умом и прилежанием.
В 1847 году окончил курс в лицее и поступил в Императорский университет Святого Владимира на историко-филологический факультет, где занялся изучением русской истории; одновременно зарабатывая на жизнь репетиторством. В 1850 году он представил работу «О причинах усобиц между русскими князьями» и получил за неё золотую медаль при самом лестном отзыве, в котором было сказано, что «это сочинение имеет несомненную цену для науки отечественной истории, ибо, соединяя в себе результаты прежних исследований по этой части гг. Устрялова, Погодина, Кавелина, Соловьева, вносит много нового в область русской истории как в целом, так и в частностях».
В июле 1851 года, после окончания университетского курс, он получил должность старшего учителя словесности во Второй Киевской гимназии, где оставался до 1853 года, когда с 17 декабря стал исправляющим должность профессора русской истории и статистики в Нежинском лицее князя Безбородко. В 1854 году защитил диссертацию на степень магистра и 5 мая 1855 года был утверждён в звании профессора.
Значительную роль играл он в местном обществе перед освобождением крестьян, убежденным сторонником которого он являлся.
В 1862—1863 гг. Лашнюков был за границей и по возвращении напечатал отчёт о своем заграничном путешествии (1863), в котором высказал желание устроить российские средние учебные заведения по образцу заграничных, «чтобы учение не было бы настоящей мукой и для детей, и для учителя, как у нас».
Попечитель Киевского учебного округа Н. И. Пирогов предложил Лашнюкову место директора Ровенской мужской гимназии и, получив его согласие, подписал назначение; но Лашнюков передумал и отказался от этого места, не желая оставить профессуру.
В 1863 году он получил приглашение занять в Киевском университете кафедру русской истории, но отказался, считая эту службу себе не по силам; только в 1867 году, после долгих колебаний, он перешёл в университет в звании доцента и с 1868 года читал лекции в университете. Его влияние на студентов было сильно и благотворно, но оно продолжалось недолго. Болезнь и затем смерть прервали его учёную деятельность; он умер 25 октября (6 ноября) 1869 года в Борзне.

## Научная деятельность
Как историк, Лашнюков был отчасти последователем Н. И. Костомарова, но в главном он был самостоятелен. Обладая тонким критическим анализом, он давал в своих чтениях образцы серьезной и строгой критики и источников и ученых работ. В своих лекциях он не останавливался на мелких подробностях, и не оставляя фактов без критической проверки, стремился представить общий характер эпохи, особенно рельефно обрисовывая историю литературы и культуры вообще.
Лицей князя Безбородко ко дню своего 50-летнего юбилея хотел издать лекции Ивана Васильевича Лашнюкова; часть их издана Киевским университетом («Лекции по русской истории 1462—1613 гг.», «Киевские Университетские Известия», 1871 г., № 5, 6 и 7).
Интересовался Лашнюков и славянским вопросом. Во время поездки за границу он сблизился с Шафариком, Палацким и др. и по возвращении написал: «О панславизме с точки зрения немецких историков» и несколько статей в «Петербургских ведомостях» по поводу этнографической выставки в Москве. Кроме того, Иван Васильевич Лашнюков писал стихи, но нигде их не печатал.
Лашнюков считал, что Ипатьевский список Киевской летописи был именно летописью, а Лаврентьевский список представляет собой созданный суздальцем свод, в который вошли сокращённые и изменённые известия из киевских летописей и дополнения из других источников. Автор Лаврентьевского списка, которым он считает монаха Лаврентия, умалчивает о неблаговидных делах князя Юрия Всеволодовича и выставляет благоразумие Андрея Боголюбского. Что бы согласовать идею об одном авторе Повести временных лет с видимой неоднородностью и внутренней противоречивостью её текста, Лушников предположил, что Нестор предварительно написал разные произведения, а позже внёс их в летопись.

### Избранная библиография
- «Славянская идея и ее судьба» («Санкт-Петербургские ведомости», 1867 г., № 126 и 129).
- «Славянство и мир будущего Л. Штура» (там же, № 212 и 213).
- «Очерки русской истории и историографии» («Киевские Университетские Известия», 1869 г., № 8; 1872 г., № 4, 5, 6 и 9).
- «Пособие при изучении русской истории критическим методом» (Киев, 1870 г.)
- «О международных и общественных отношениях в древнейший период нашей истории, от призвания варяго-руссов до смерти Ярослава» (диссертация — Киев, 1856 г.)
- «Владимир Мономах и его время» («Журнал Министерства народного просвещения», ч. 134 и «Киевские Унив. Известия», 1873 г., № 1)
- «Решен ли вопрос о первом самозванце?» («Киевлянин», 1865 г., № 82 и 83).